# Bates megye
Bates megye az Amerikai Egyesült Államokban, azon belül Missouri államban található. Megyeszékhelye és legnagyobb városa Butler. Lakosainak száma 16 042 fő (2020. április 1.). Bates megye Cass, Henry, St. Clair, Vernon, Linn és Miami megyékkel határos.

## Népesség
A megye népességének változása:
| Lakosok száma | 17 052 | 17 025 | 16 718 | 16 550 | 16 446 | 16 042 |
|               | 2010   | 2011   | 2012   | 2013   | 2015   | 2020   |